# Whitecapping
El Whitecapping fue un movimiento entre los agricultores que ocurrió específicamente en los Estados Unidos durante finales del siglo XIX y principios del XX. Originalmente era una forma ritualizada de acciones extralegales para hacer cumplir los estándares tradicionales comunitarios, el comportamiento apropiado y las normas tradicionales.  Sin embargo, a medida que se extendió por las áreas más pobres del sur rural después de la Guerra Civil, los miembros blancos operaron desde prejuicios contra los negros y motivados por los problemas económicos de la zona. Los estados aprobaron leyes en su contra, pero el movimiento continuó hasta principios del siglo XX.
Después de que se institucionalizó en la ley formal, su definición legal se volvió más general que el movimiento específico describiéndolo como: "(El Whitecapping) es el delito de amenazar a una persona con violencia. Por lo general, los miembros de los grupos minoritarios son víctimas de whitecapping".
El Whitecapping se asoció históricamente con grupos insurgentes como los Jinetes nocturnos, Bald Knobbers y el Ku Klux Klan. Fueron conocidos por cometer "actos extralegales de violencia contra grupos selectos, llevados a cabo por vigilantes al amparo de la noche o disfrazados".

## Historia (1837-1972)
El movimiento Whitecapping comenzó en Indiana alrededor de 1837, cuando los hombres blancos comenzaron a formar sociedades secretas con el fin de intentar brindar lo que consideraban justicia en la frontera independiente del estado. Estos grupos se conocieron como los "White Caps". Las primeras operaciones de White Cap generalmente estaban dirigidas a aquellos que iban en contra de los valores de una comunidad. Los hombres que descuidaban o maltrataban a su familia, las personas que mostraban una pereza excesiva y las mujeres que tenían hijos fuera del matrimonio eran sus objetivos comunes.

A medida que el movimiento se extendió a los estados del sur durante la década de 1890 después de la Reconstrucción, se observó período de creciente violencia racial contra los negros por parte de los blancos, siendo estos sus nuevos objetivos. En el sur, las sociedades de White Cap estaban generalmente compuestas por agricultores blancos pobres, frecuentemente aparceros y pequeños terratenientes, que operaban para controlar a los trabajadores negros y evitar que los comerciantes adquirieran más tierras.  En el sur, los Whitecaps intentó obligar a las víctimas a abandonar su hogar o propiedad por medio de intimidación.  Se cree que la escalada en el sur se relacionó con las tensiones de la depresión agrícola posbélica que se produjo inmediatamente después de la Guerra Civil. El Sur tenía problemas con la sobreproducción y la caída de los precios de las cosechas.
Con la atención centrada en la producción de algodón, la economía del Sur se volvió muy desequilibrada. Muchos agricultores se endeudaron y perdieron sus tierras a manos de los comerciantes a través de ejecuciones hipotecarias.
Los desposeídos se volvieron contra los comerciantes, los trabajadores afroamericanos y, a veces, los nuevos inquilinos blancos. El racismo también contribuyó al problema. Los hombres negros prósperos, o simplemente los afroamericanos que adquirieron tierras en el sur, se enfrentaban con frecuencia a resentimientos que podían expresarse con violencia. Los White Caps también fueron parte del esfuerzo de los blancos para mantener el supremacismo, particularmente en la economía. La población mexicoamericana también fueron víctimas de encubrimiento, particularmente en el estado de Texas.
Muchas sociedades de White Cap se disolvieron en 1894 y sus miembros fueron castigados con multas. Algunos gobiernos estatales estaban decididos a disolver las sociedades White Cap que operaban en sus regiones. El Gobernador de Misisipi James K. Vardaman se reunió un grupo de trabajo ejecutivo en 1904 para recopilar información sobre los miembros de este movimiento. Temía que la violencia alejara a demasiados trabajadores negros de la economía estatal, ya que el número de linchamientos también era alto en el estado. Varios miembros activos de los Whitecaps fueron detenidos y castigados por el estado a principios del siglo XX. Los miembros activos de los Whitecaps fueron encontrados y castigados por estados a principios del siglo XX. Aunque los efectos económicos negativos de la violencia encubierta fueron la razón principal de la respuesta del estado a la anarquía, los líderes políticos a menudo expresaron los valores del cristianismo como la razón principal para acabar con el movimiento.
En Oklahoma, tanto los colonos blancos como los negros emigraron al Territorio de Oklahoma después de su creación y apertura para el asentamiento en 1890, con líderes inmigrantes negros como Edward P. McCabe proclamando Oklahoma como una nueva oportunidad para escapar del racismo en otras partes del sur. Después de la ola inicial de asentamientos, las tensiones finalmente aumentaron, especialmente en las ciudades mestizas. Los Whitecappers amenazaría con la violencia y alentaría a los negros en áreas de raza mixta a mudarse, así como también amenazaría a los granjeros negros que se consideraba que controlaban demasiadas tierras y competían con los granjeros blancos. Como resultado, Oklahoma se volvió bastante segregada, con algunas ciudades anteriormente mixtas que se volvieron completamente blancas; los residentes negros generalmente vivían en pueblos totalmente negros. La historia popular y la percepción del estado generalmente omitieron a sus residentes negros, especialmente durante el siglo XX, retratando solo a blancos e indios estadounidenses debido a la exitosa campaña de la población blanca para alejar a la población de color de la vista en la mayor parte del estado..
Durante muchos años, la escalada no solo afectó a las personas, sino también a las comunidades y los condados en su conjunto. En el sur, la cobertura blanca disuadió a muchos comerciantes e industriales de hacer negocios en los condados. Sumado a los miles de asesinatos cometidos por blancos en linchamientos de negros, el velo blanco amenazaba con ahuyentar a los trabajadores negros. A partir de la época de la Primera Guerra Mundial, decenas de miles de negros rurales comenzaron a irse en la Gran Migración, y 1,5 millones partieron hacia las ciudades industriales del norte y medio oeste en 1940.
A fines del siglo XX, el whitecapping continuaba siendo un problema en el sur, en Misisipi se aprobó una ley de 1972 que criminalizaba su práctica. El estatuto dice lo siguiente: "Cualquier persona o personas que, mediante carteles u otra escritura, o verbalmente, intente mediante amenazas, directas o implícitas, de dañar a la persona o propiedad de otro, intimidar a esa otra persona para que abandone o cambio de hogar o empleo, al ser declarado culpable, será multado que no exceda de quinientos dólares, o encarcelado en la cárcel del condado no más de seis meses, o en la penitenciaría no más de cinco años, según lo determine el tribunal, a su discreción.

## Modus Operandi
A pesar de los diferentes objetivos de whitecapping, los White Caps utilizaron métodos similares. Generalmente, los miembros de esta sociedad estaban disfrazados de una manera que se parecía un poco a la del Ku Klux Klan (KKK), y siempre atacaban de noche. Los ataques físicos pueden incluir azotes, ahogamientos, disparos contra las casas, incendios provocados y otro tipo de ataques, siendo los azotes y las amenazas la más usadas contra las víctimas. Los White Caps también utilizaron medios de intimidación no violentos para obligar a ciertos residentes a abandonar sus hogares. Estos incluyeron colocar letreros en las puertas de las casas de negros y comerciantes, así como arrinconar a un objetivo y amenazarlo verbalmente. Si un residente o testigo de un crimen no abandonaba sus hogares después de ser aterrorizado, los milicianos a veces los asesinaban.
Las víctimas de estos atentados contaron con escaso apoyo de las autoridades judiciales hasta 1893, cuando se empezó a tomar más en serio la amenaza del whitecapping. Pero incluso si los sospechosos fueran procesados, los funcionarios locales tuvieron dificultades para aclarar los jurados de miembros o simpatizantes de White Cap. Además del prejuicio blanco contra las víctimas negras, parte del juramento de White Cap fue nunca ayudar a condenar a un compañero.
Algunos miembros de los White Caps tenían conexiones de élite con abogados de defensa criminal en su estado, quienes los ayudaron a evitar sentencias más severas en los tribunales. En el caso de "Hodges v. Estados Unidos", los abogados de los acusados eran el vicegobernador y un candidato que se postulaba para fiscal estatal. Los acusados fueron declarados culpables, pero condenados solo a un año y un día de prisión, junto con una multa de 100 dólares. En algunos estados, las sociedades de whitecapping estaban interconectadas en toda la región. Los miembros pueden pedir a miembros de otro condado que aterroricen a los testigos de crímenes como táctica de miedo.

## Lectura externa
- Anon. "For Whitecapping Negress." The New York Times. 10 de noviembre de 1903, national ed.:1.
- Crozier, E. W The White-caps: A History of the Organization in Sevier County Knoxville, Tenn. : Bean, Warters & Gaut 1899
- Holmes, William. "Whitecapping: Anti-Semitism in the Populist Era." American Jewish Historical Quarterly. 63 (1974): 244 – 261.
- Holmes, William. "Whitecapping: Agrarian Violence in Mississippi, 1902–1906." The Journal of Southern History. 35 (1969): 165 – 185. In JSTOR
- McCormick, Chris and Green, Len, eds. "Crime and Deviance in Canada: Historical Perspectives." 1st ed. Toronto:  Canadian Scholars' Press Inc, 2005.
- Painter, Nell. "The Flames of Racial Hatred." The Washington Post. 4 Feb 1996, national ed.: X03.